# Friedrich Frisius
Friedrich Frisius (* 17. Januar 1895 in Salzuflen; † 30. August 1970 in Lingen (Ems)) war ein deutscher Vizeadmiral im Zweiten Weltkrieg.

## Leben
Friedrich Frisius, Sohn des lutherischen Pastors Karl Friedrich Wilhelm Frisius in Lingen, trat nach seinem Abitur Ostern 1913 am Gymnasium Georgianum Lingen am 1. April 1913 als Seekadett in die Kaiserliche Marine ein (Crew 13) und absolvierte seine Grundausbildung auf dem Großen Kreuzer Victoria Louise. Anschließend kam er an die Marineschule Mürwik, wurde dort am 3. April 1914 zum Fähnrich zur See ernannt und mit Ausbruch des Ersten Weltkriegs zur II. Torpedo-Division versetzt. Er versah Dienst auf dem Artillerietender Drache und wurde nach seiner Beförderung zum Leutnant zur See vom 18. September 1915 bis Juni 1916 als Wachoffizier verwendet. In dieser Funktion war er bei der 18. Torpedoboots-Halbflottille, wurde mit beiden Klassen des Eisernen Kreuzes ausgezeichnet und verblieb dort über das Kriegsende hinaus.
Vom 20. Februar bis 6. Dezember 1919 war Frisius Wachoffizier der „Eisernen Flottille“ in Wilhelmshaven, einem aus Torpedobooten bestehenden Verband. Im Anschluss daran schloss er sich kurzzeitig der Marine-Brigade von Loewenfeld an, war Kompanieoffizier der Küstenwehrabteilung sowie als Ordonnanzoffizier im Stab des Befehlshabers der Landstreitkräfte der Ostsee tätig.
Als Oberleutnant zur See (seit 7. Januar 1920) folgte nach seiner Übernahme in die Reichsmarine vom 1. Oktober 1921 bis 31. März 1923 eine Verwendung als Kompanieoffizier der Küstenwehrabteilung V. Anschließend war Frisius ein Jahr lang Wachoffizier auf dem Linienschiff Hannover und kam dann unter gleichzeitiger Beförderung zum Kapitänleutnant am 1. April 1925 als Adjutant zur Schiffsstammdivision der Ostsee. Für zwei Jahre versetzt man ihn darauf als Kommandanten des Torpedobootes T 158 bei der 2. Torpedobootshalbflottille nach Swinemünde. Weitere zwei Jahre gehörte er im Anschluss als Dritter Admiralstabsoffizier dem Stab der Marinestation der Nordsee an und wurde am 1. Oktober 1929 in die Abwehrabteilung des Reichswehrministeriums nach Berlin kommandiert. Hier verblieb Frisius bis zum 7. Oktober 1931 und diente dann bis 28. September 1933 als Navigationsoffizier auf dem Leichten Kreuzer Leipzig.
Man versetzte Korvettenkapitän (seit 1. Oktober 1932) Frisius an die Marineschule Mürwik, wo er erst als Lehrer, dann als Stabsoffizier tätig war. Vom 21. September 1935 bis 4. Dezember 1938 war er abermals im Reichswehrministerium, dieses Mal als Referent bzw. Gruppenleiter in der Auslandsabteilung bzw. im Wehrmachtamt (WA) Abteilung Ausland (Ausl). Dort wurde er am 1. Oktober 1936 zum Fregattenkapitän befördert. Nachdem Frisius am 1. Juli 1938 Kapitän zur See geworden war, setzte man ihn ab 5. Dezember 1938 als Admiralstabsoffizier bei der Kriegsmarinedienststelle Hamburg ein.
Diesen Posten hatte er über den Beginn des Zweiten Weltkriegs hinaus inne, und nach der Besetzung Frankreichs wurde er am 6. August 1940 Kommandeur der Kriegsmarinedienststelle Boulogne. Auch nach der Umbenennung der Dienststelle in Kommandant der Seeverteidigung Boulogne blieb er weiterhin deren kommandierender Offizier. Diese Dienststelle wurde dann am 16. Dezember 1941 mit drei weiteren Kommandanturen zum Kommandanten der Seeverteidigung Pas de Calais zusammengefasst, die Frisius befehligte. In dieser Funktion erfolgte die Beförderung am 1. Dezember 1942 zum Konteradmiral.
Nach der alliierten Invasion in der Normandie wurde Frisius am 15. September 1944 Festungskommandant der bereits durch kanadische Truppen eingeschlossenen Stadt Dünkirchen, einen Tage später mit dem Deutschen Kreuz in Gold ausgezeichnet und am 30. September 1944 zum Vizeadmiral befördert.
Trotz mehrfacher Versuche gelang es den Alliierten nicht, Dünkirchen zu befreien. Frisius übergab die Stadt erst nach der bedingungslosen Kapitulation der Wehrmacht an den tschechoslowakischen Generalmajor Alois Liška und befand sich ab diesem Zeitpunkt in alliierter Kriegsgefangenschaft im britischen Special Camp XI, aus der er am 6. Oktober 1947 entlassen wurde.

## Weblink
- VHU Praha : Flugblatt auch in Prag archiviert. Dokument "WARNUNG ! An die deutschen Truppen in Dünkirchen ! ..."